# ダンディGO
ダンディGO （ダンディ ゴー、7月19日 - ）は、日本のジャグリング・エンターティナー。本名、三浦 剛（みうらつよし）。
広島県呉市出身。オフィスGO所属。テーブルクロス引きのスペシャリスト。

## 人物
身長176cm、体重65kg、足のサイズ25.5cm、血液型はA型。役者・ダンサー・クラウンを経て、ジャグリングエンターティナーとなる。フジテレビ『新春かくし芸大会』をはじめユーモアとダンディズム溢れる個性的なキャラクターでステージ・テレビ・舞台など多方面でジャグリングの演出・指導も手がけている。
TBS『しあわせ家族計画』の宿題名人として、12種目のジャグリングを披露。シガーボックスを日本中に広め、ジャグリング界の第一人者として、その認知度を高めた。テレビ朝日『シルシルミシル』では、ワイングラス5段51個のテーブルクロス引きを成功させ、そのスペシャリストとしても知られる。
ジャグリングとエクササイズを融合させた世界初の健康スタイル「ジャグササイズ」を考案し、その普及に努めている。

## 略歴
- 1980年 - 南原宏治主宰「天地劇」にて演劇を学び、舞台・映画・テレビ・CM等に出演し始める。
- 1986年 - 1年間ニューヨークにてダンスの修行に励み、帰国後はミュージカルやレビューショー等にも出演するようになる。
- 1990年 - クラウンカレッジジャパン（道化師学校）に入学、道化師芝居やジャグリング等の技術を修得する。
- 1994年-2008年 - フジテレビ『新春かくし芸大会』にて、数々のジャグリングを演出、指導。
- 1998年 - TBS『しあわせ家族計画』の宿題名人となり、12種目の技を披露し、一般にはまだあまり知られていなかったジャグリングの認知度を高めた。

## 出演
- 2010年
  - 3月 - 日本テレビ『ズームイン!!SUPER』ジャグササイズ出演。
  - 4月-5月 - 日本テレビ『AKBINGO!』テーブルクロス引き出演指導。
  - 7月 - Act On TV、スカパー『爽快!ジャグササイズで全身シェイプ』
  - 7月 - NHK総合『金曜バラエティー』
  - 8月 - テレビ朝日『シルシルミシルさんデー』テーブルクロス引きの限界に挑戦!
  - 11月 - テレビ朝日『シルシルミシル』回転寿司のお皿積みの限界に挑戦!
- 2011年
  - 3月 - NHK総合『MUSIC JAPAN』
  - 4月 - 日本テレビ『おしゃれイズム』
  - 11月 - NHK教育『大!天才てれびくん』“ヒット番組への道”テーブルクロス引き出演指導。
- 2012年 - NMB48 ミュージックビデオ『純情U-19』
  - 1月 - 日本テレビ『ダウンタウンのガキの使いやあらへんで!!』玉乗り指導。

　他

## 指導

### テレビ
- 2008年11月 - 日本テレビ『ザ!鉄腕!DASH!!』玉乗り出演指導。
- 2009年 - フジテレビ『めざましテレビ』広人苑III テーブルクロス引き出演指導。
- 2011年
  - 1月 - CM「エステー」CMテレビショッピングシリーズ“揺るぎないブランド”篇 テーブルクロス引き指導。
  - 10月 -  日本テレビ『家政婦のミタ』ボールジャグリング指導。

　他

### 舞台
- 2008年7-8月 - 『小堺クンのおすましでSHOW』テーブルクロス引き&戻し、ハットジャグリング指導。
- 2010年2-3月 - 『春どこ』（ワタナベエンターテインメント舞台）ボールジャグリング指導。
- 2011年7-8月 - 『PINOCCHIO』（アミューズ舞台）ジャグリング、玉乗り指導。
- 2012年2-4月 - 『道化の瞳』（東宝オリジナルミュージカル）ジャグリング、クラウニング指導。

　他

## 参考書籍
- 総合百科事典 ポプラディア (2002年) ISBN 978-4591994122
- 総合百科事典 デジタルポプラディア2005[DVD] (2004年) ISBN 978-4591083024
- 『安心』マキノ出版（2011年5月号）ジャグササイズ特集
- 『音楽と人』テーブルクロス引き掲載指導（2011年2月）秦基博